# Masilkenschloot
Der Masilkenschloot ist ein Schloot auf dem Gebiet der Stadt Wittmund im Landkreis Wittmund in Ostfriesland. Er entspringt im Süden der Bundesstraße 210 beim Heidlandsweg, der zu Updorf gehört, verläuft nach Südosten durch Lehmkuhlen und mündet in die Harle. 
In den Maisilkenschloot mündet linksseitig der Nordgraben und rechtsseitig der Lehmkuhlenschloot.